# Lista wiatraków na Malcie

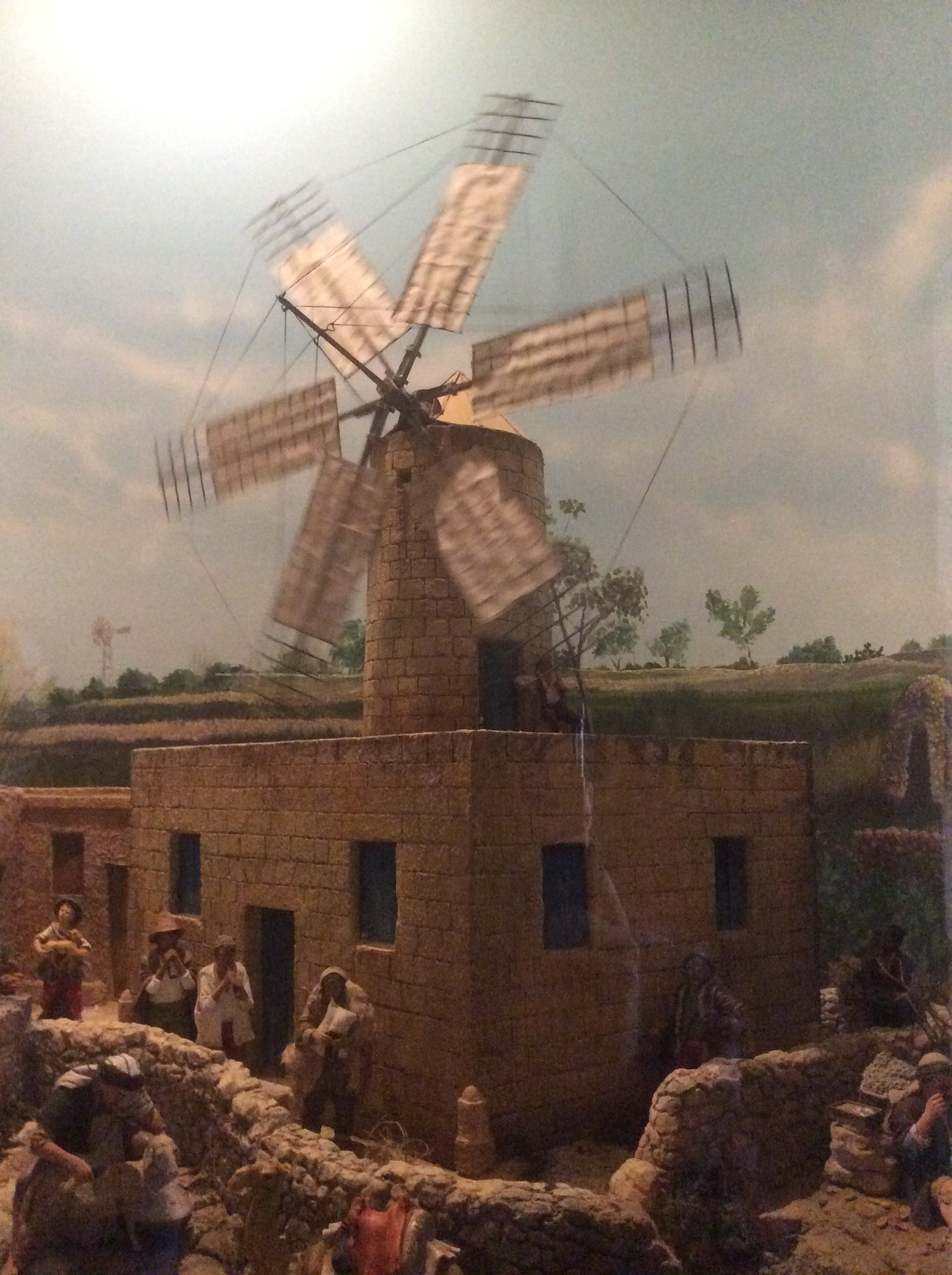
Model tradycyjnego maltańskiego wiatraka w Montekristo Estates

To jest lista wiatraków na Malcie, zawierająca obiekty na wyspach Malcie oraz Gozo. Większość wiatraków (malt. imtieħen tar-riħ) zbudowana została w czasie kiedy wyspa była pod rządami Zakonu św. Jana, z ufundowań Wielkich Mistrzów Cottonera i Manoela, pozostałe zbudowano w okresie brytyjskich rządów kolonialnych. Zachowało się 48 wiatraków (gdyby dodać zburzone, lista doszłaby do co najmniej 69), które zostały wpisane na "Antiques List of 1932", oraz na listę zabytków, przez Malta Environment and Planning Authority (MEPA), jako budynki o wartości kulturowej. Wiatraki są integralną częścią maltańskiej historii. Na terenach wiejskich wykorzystywane były jedynie do produkcji żywności, np. z pszenicy, jęczmienia czy winorośli, kiedy inne, umiejscowione w obrębie murów ufortyfikowanych miast – Valletty oraz Three Cities – używane były w celach militarnych, do produkcji prochu strzelniczego.
W czasach, kiedy je budowano, każda wieża wietraka mogła "widzieć" sąsiednią w pewnej odległości, podobnie do wojskowych wież strażniczych, aby wiedzieć, czy inne wiatraki pracują w danym dniu. Z działalnością wiatraków powszechnie związany jest instrument zwany tronja, potocznie znany jako tronga. Tronja to zmodyfikowana muszla ślimaka morskiego, z otworem na jednym końcu. Podczas dmuchania w nią wydaje głośny dźwięk, słyszalny w dużej odległości. Wykorzystywano ją do informowania mieszkańców, że wiatraki, ze względu na wietrzną pogodę, pracują danego dnia.
Architektura wiatraków jest różnorodna, lecz ogólnie charakteryzowały się one podobnymi elementami. Wieża miała wewnętrzne kręte schody, wiodące na szczyt. Pomieszczenia budowane były wokół wieży, dając jej podparcie oraz służąc jako magazyny na wytworzone produkty. Wiatrak mógł być równocześnie domem dla rodziny młynarza. Każda wieża ma przeciętną wysokość 15 metrów, oraz średnicę około 3 metrów. Działający wiatrak maltański ma śmigło o sześciu skrzydłach. Pierwsze budowle tego typu budowane były na Malcie w XVI wieku, były to konstrukcje typu słupowego. Najstarsze wiatraki wieżowe powstały w XVII wieku na wyspie Malcie, zaś ostatnie zbudowane zostały na Gozo z końcem XIX lub początkiem XX wieku. Wiatraki zostały wreszcie około roku 1900 zastąpione przez przemysłowo budowane młyny parowe, lecz ciągle były konkurencyjne do połowy XX wieku.
Malta ma największe zagęszczenie wiatraków na świecie, z ich liczbą średnio 9 na km², która jest większa niż w Holandii, słynnej z jej wiatraków. Wiele z wiatraków zostało zburzonych w ciągu minionych lat. Pomimo że znaczna ich liczba przetrwała, jedynie trzy posiadają skrzydła. Istnieją inne, bardziej tradycyjne młyny zbożowe na Malcie; wykorzystują one siłę zwierząt (osłów lub koni) do obracania żaren.

## Lista

### Malta
| Lokalizacja | Nazwa wiatraka oraz współrzędne                                                                    | Typ     | Rok budowy                      | Uwagi | Zdjęcie |
| ----------- | -------------------------------------------------------------------------------------------------- | ------- | ------------------------------- | --- | ------- |
| Birkirkara  | Wiatrak Għar il-Ġobon 35°54′12,9″N 14°27′59,1″E/35,903583 14,466417                                | Wieżowy | ~1685                           | Zbudowany przez Gregorio Carafę. W użyciu do 1930, następnie skrzydła rozebrano. Przekształcony w dom. |         |
| Birkirkara  | Wiatrak Mrieħel 35°53′34,6″N 14°27′42,9″E/35,892944 14,461917                                      | Wieżowy | ~1685                           | Zbudowany przez Gregorio Carafę, prawdopodobnie przebudowany w 1807. W użyciu do 1886. Zburzony. |         |
| Birkirkara  | Wiatrak Ta' Ganu 35°53′59,9″N 14°27′21,5″E/35,899972 14,455972                                     | Wieżowy | 1724                            | Zbudowany przez Manoel Foundation. Znajduje się w nim nisza św. Michała. W użyciu do 1929, następnie rozebrano skrzydła. Później używany jako kuźnia. Odnowiony w latach 1985–89 i przekształcony w pracownię artystyczną.                                               |         |
| Birkirkara  | Wiatrak Ta' Triq San Ġiljan 35°54′07,5″N 14°28′17,3″E/35,902083 14,471472                          | Wieżowy | 1855                            | W użyciu do 1900. Wieżę zburzono, a podstawę przekształcono w dom. |         |
| Cospicua    | Wiatrak T'Għuxa 35°52′44,0″N 14°31′07,7″E/35,878889 14,518806                                      | Wieżowy | 1674                            | Zbudowany przez Cottoner Foundation. W użyciu do 1879. Skrzydła zdemontowano. |         |
| Cospicua    | Wiatrak Santa Margherita 35°53′00,2″N 14°31′28,7″E/35,883389 14,524639                             | wieżowy | 1674                            | Zbudowany przez Cottoner Foundation. W użyciu do ok. 1916. Skrzydła zdemontowano. Jego mechanizm został użyty do odremontowania wiatraka Xarolla. |         |
| Floriana    | Wiatrak Saint Francis Ravelin / Sarria Street (pierwszy)                                           | Wieżowy | ~1670                           | Zbudowany przez Cottoner Foundation. Zburzony. |         |
| Floriana    | Wiatrak Saint Francis Ravelin / Sarria Street (drugi)                                              | Wieżowy | ~1670                           | Zbudowany przez Cottoner Foundation. Zburzony. |         |
| Floriana    | Wiatrak Robert Samut Square                                                                        | Wieżowy |                                 | Zburzony. |         |
| Għargħur    | Wiatrak Għargħur 35°55′31,6″N 14°27′07,5″E/35,925444 14,452083                                     | Wieżowy | 1838                            | W użyciu do ok. 1910, później skrzydła usunięto. Przekształcony w dom. |         |
| Gudja       | Wiatrak Gudja                                                                                      | Wieżowy | ~1670                           | Zbudowany przez Cottoner Foundation. Zburzony w 1930. |         |
| Kirkop      | Wiatrak Kirkop                                                                                     | Wieżowy |                                 | Zburzony, detale nieznane. |         |
| Lija        | Wiatrak Tal-Mirakli / Wiatrak Tal-Għadiriet il-Bordi 35°53′50,9″N 14°26′21,9″E/35,897472 14,439417 | Wieżowy | 1674                            | Zbudowany przez Cottoner Foundation. Posiada okrągłą podstawę. W użyciu do 1889, później skrzydła zostały usunięte. Używany jako kuźnia. Odnowiony w latach 1991–92 i używany na działalność socjalną i kulturalną.                                                      |         |
| Luqa        | Wiatrak Ta' Caraffa 35°51′23,3″N 14°29′17,4″E/35,856472 14,488167                                  | Wieżowy | ~1684                           | Prawdopodobnie zbudowany przez Lascarisa lub Carafę. W użyciu do ok. 1889, zburzony w lipcu 1943. Odbudowany po wojnie, lecz zburzony powtórnie ok. 1985. |         |
| Mellieħa    | Wiatrak koło Salib tal-Pellegrini 35°57′23,6″N 14°21′54,1″E/35,956556 14,365028                    | Wieżowy | Późny wiek XVII Przebudowa 1849 | Skrzydła usunięto w 1938. Dziś jest tam restauracja Il-Mitħna Restaurant. |         |
| Mellieħa    | Wiatrak Il-Qadima 35°57′15,4″N 14°21′50,3″E/35,954278 14,363972                                    | Wieżowy | ~1843                           | W użyciu do ok. 1920. Wieżę zburzono, podstawę przekształcono w dom. |         |
| Mellieħa    | Wiatrak Il-Ġdida                                                                                   | Wieżowy | ~1849                           | Zburzony, dokładna lokalizacja nieznana. |         |
| Mosta       | Wiatrak Jesus of Nazareth / Wiatrak Il-Qadima 35°54′15,5″N 14°25′34,5″E/35,904306 14,426250        | Wieżowy | ~1685 Przebudowa 1757           | Na fasadzie znajduje się herb Gregorio Carafy (rządził 1680–90). Przebudowany w 1757 przez architekta Francesco Zerafę i mistrza budowlanego Nicolę Camilleriego. Jest to upamiętnione inskrypcją poniżej tarczy herbowej. W użyciu do 1925, skrzydła usunięto ok. 1928. |         |
| Mosta       | Wiatrak Il-Ġdida 35°54′19,2″N 14°25′32,6″E/35,905333 14,425722                                     | Wieżowy | ~1800                           | Znajduje się na nim nisza św. Antoniego z Padwy. W użyciu do 1979, później skrzydła usunięto. Przekształcony w dom. |         |
| Mosta       | Wiatrak Ta' Triq San Silvestru 35°54′14,6″N 14°25′24,8″E/35,904056 14,423556                       | Wieżowy | ~1800                           | Wieżę zburzono, podstawę przekształcono w dom. |         |
| Mosta       | Wiatrak Our Lady of Mount Carmel 35°54′25,6″N 14°25′46,9″E/35,907111 14,429694                     | Wieżowy | 1858                            | Wieżę zburzono, podstawę przekształcono w sklep. |         |
| Mqabba      | Wiatrak Tar-Rith / Wiatrak Mqabba 35°50′34,8″N 14°27′54,5″E/35,843000 14,465139                    | Wieżowy | ~1873                           | Skrzydła zdemontowano ok. 1890. Wiatrak przekształcony w dom. |         |
| Naxxar      | Wiatrak Tas-Sgħajtar 35°54′49,0″N 14°26′12,4″E/35,913611 14,436778                                 | Wieżowy | ~1670                           | Zbudowany przez Cottoner Foundation. Skrzydła usunięto i przekształcono w dom. |         |
| Naxxar      | Wiatrak Tal-Għaqba 35°54′36,5″N 14°26′43,9″E/35,910139 14,445528                                   | Wieżowy | ~1710                           | Zbudowany przez Ramona Perellosa. Skrzydła zdemontowano ok. 1960 lecz większość maszynerii jest na miejscu. Częściowo odbudowany w 2002. Przekształcony w dom. |         |
| Naxxar      | Wiatrak Tad-Dejf / Wiatrak Darnino 35°54′50,7″N 14°26′23,4″E/35,914083 14,439833                   | Wieżowy | XVIII wiek                      | Skrzydła usunięto, przekształcono w dom. |         |
| Naxxar      | Wiatrak Santa Luċija 35°54′55,1″N 14°26′32,1″E/35,915306 14,442250                                 | Wieżowy | XVIII wiek                      | Skrzydła usunięto, budynek przekształcono w dom i studio artystyczne. |         |
| Naxxar      | Wiatrak Tal-Laqx 35°55′06,8″N 14°26′55,1″E/35,918556 14,448639                                     | Wieżowy | ~1730                           | Zbudowany przez Manoel Foundation. Na fasadzie mieści niszę. Zdemontowano skrzydła, przekształcony w dom. |         |
| Paola       | Wiatrak Paola                                                                                      | Wieżowy |                                 | Zburzony. |         |
| Qormi       | Wiatrak Tal-Erwieħ / Wiatrak Ta' Pampalaw 35°53′02,4″N 14°28′25,4″E/35,884000 14,473722            | Wieżowy | ~1685                           | Skrzydła zdemontowano. |         |
| Qrendi      | Wiatrak Qrendi 35°50′21,2″N 14°27′44,6″E/35,839222 14,462389                                       | Wieżowy | ~1695                           | Zbudowany przez Gregorio Carafę. Skrzydła zdemontowano. |         |
| Rabat       | Wiatrak Ħal Bajjada 35°52′46,7″N 14°23′42,3″E/35,879639 14,395083                                  | Wieżowy | ~1685                           | Zbudowany przez Gregorio Carafę. Na fasadzie znajduje się zerodowana tarcza herbowa. Skrzydła usunięte, budynek przekształcony w dom. |         |
| Rabat       | Wiatrak Taċ-Ċagħki 35°52′41,9″N 14°23′53,4″E/35,878306 14,398167                                   | Wieżowy | XVIII wiek                      | Skrzydła usunięto, budynek przekształcony w dom. |         |
| Rabat       | Wiatrak Ta' Għeriexem / Wiatrak Tal-Balla 35°52′59,9″N 14°23′54,6″E/35,883306 14,398500            | Wieżowy | ~1730                           | Zbudowany przez Manoel Foundation. Skrzydła usunięte. Przekształcony w dom. |         |
| Senglea     | Wiatrak Senglea 1 35°53′24,2″N 14°30′53,0″E/35,890056 14,514722                                    | Słupowy | ~1536                           | Prawdopodobnie pierwszy wiatrak zbudowany na Malcie. Zburzony. |         |
| Senglea     | Wiatrak Senglea 2 35°53′23,2″N 14°30′54,0″E/35,889778 14,515000                                    | Słupowy | ~1565                           | Prawdopodobnie drugi wiatrak zbudowany na Malcie. Zburzony. |         |
| Siġġiewi    | Wiatrak Tat-Tank 35°51′22,4″N 14°26′07,0″E/35,856222 14,435278                                     | Wieżowy | XVIII wiek                      | Skrzydła usunięto. Przekształcony w cysternę na wodę. |         |
| Siġġiewi    | Wiatrak Ta' Kerċeppu 35°51′30,8″N 14°26′31,0″E/35,858556 14,441944                                 | Wieżowy | ~1800                           | Skrzydła usunięto. |         |
| Siġġiewi    | Wiatrak Ta' Barba Zepp 35°51′16,1″N 14°26′03,3″E/35,854472 14,434250                               | Wieżowy | 1879                            | Zbudowany przez Josepha Sammuta. W użyciu do lat 1930., skrzydła usunięto ok. 1940. Przekształcony w dom. |         |
| Tarxien     | | Wieżowy |                                 | Wieżę zburzono, podstawę używano jako magazyn. |         |
| Valletta    | Wiatrak St. Michael's Bastion 1 35°53′56,6″N 14°30′27,2″E/35,899056 14,507556                      | Wieżowy | 1674                            | Zbudowany przez Cottoner Foundation. Zburzony przed 1900. |         |
| Valletta    | Wiatrak St. Michael's Bastion 2 35°53′56,8″N 14°30′28,8″E/35,899111 14,508000                      | Wieżowy | 1674                            | Zbudowany przez the Cottoner Foundation. Zburzony przed 1900. |         |
| Valletta    | Wiatrak Saint Elmo                                                                                 | Wieżowy |                                 | Zburzony. |         |
| Żabbar      | Wiatrak Bir Għeliem / Wiatrak Ta' Buleben 35°52′10,8″N 14°31′37,8″E/35,869667 14,527167            | Wieżowy | ~1710                           | Zbudowany przez Ramona Perellosa. W latach 1798–1800 używany jako reduta. Skrzydła usunięto, budynek przekształcono w dom. |         |
| Żabbar      | Wiatrak Ħaż-Żabbar 35°52′23,1″N 14°32′00,7″E/35,873083 14,533528                                   | Wieżowy | XIX wiek                        | Skrzydła usunięto, budynek przekształcono w dom. |         |
| Żebbuġ      | Wiatrak Tal-Għodor 35°52′15,2″N 14°26′04,2″E/35,870889 14,434500                                   | Wieżowy | 1674–82                         | W użyciu do ~1900. Skrzydła usunięto, budynek przekształcono w dom. |         |
| Żebbuġ      | Wiatrak Ta' Ċanfut                                                                                 | Wieżowy | ~1680                           | Zbudowany przez Cottoner Foundation. Używany do 1884. Następnie wykorzystywany jako rzeźnia oraz piec wapienniczy. Wieżę zburzono, budynek przekształcono w dom. |         |
| Żebbuġ      | Wiatrak Ta' Srina 35°52′44,2″N 14°26′21,4″E/35,878944 14,439278                                    | Wieżowy | ~1685                           | W użyciu do ok. 1900. Skrzydła zdemontowano i zmniejszono wieżę. Przekształcony w dom. |         |
| Żebbuġ      | Wiatrak Ta' Għasfura 35°52′28,0″N 14°26′23,3″E/35,874444 14,439806                                 | Wieżowy | 1858                            | W użyciu do 1865. Skrzydła zdemontowano i zmniejszono wieżę. Przekształcony w dom. |         |
| Żebbuġ      | Wiatrak Ta' Kustanz 35°52′22,3″N 14°26′21,4″E/35,872861 14,439278                                  | Wieżowy | 1872                            | W użyciu do ~1900, następnie rozebrano skrzydła. Budynek przekształcono w dom. |         |
| Żejtun      | | Wieżowy | ~1670                           | Zbudowany przez Cottoner Foundation. Zburzony. |         |
| Żejtun      | Wiatrak Bir id-Deheb 35°51′05,3″N 14°31′35,2″E/35,851472 14,526444                                 | Wieżowy | ~1724                           | Zbudowany przez Manoel Foundation. Zburzony ok. 1960. |         |
| Żejtun      | | Wieżowy |                                 | Zburzony. |         |
| Żurrieq     | Wiatrak Tal-Qaret / Wiatrak Nigret 35°49′25,0″N 14°28′07,9″E/35,823611 14,468861                   | Wieżowy | 1674                            | Zbudowany przez Cottoner Foundation. Stoi na okrągłej podstawie. Skrzydła zdemontowano. |         |
| Żurrieq     | Wiatrak Xarolla 35°49′54,5″N 14°28′50,5″E/35,831806 14,480694                                      | Wieżowy | 1724                            | Zbudowany przez Manoel Foundation. Kilkakrotnie odnawiany, jest jednym z kilku młynów na Malcie, które zostały zachowane w celu dalszej pracy. Otwarty jako muzeum. |         |
| Żurrieq     | Wiatrak Ta' Marmara 35°49′27,4″N 14°28′10,7″E/35,824278 14,469639                                  | Wieżowy | ~1800                           | Skrzydła usunięto. |         |
| Żurrieq     | Wiatrak St. James / Wiatrak Tas-Salib 35°49′45,7″N 14°28′27,5″E/35,829361 14,474306                | Wieżowy | 1857                            | Zbudowany przez rodzinę Gafà. W użyciu do 1938, skrzydła usunięte ok. 1945. |         |

### Gozo
| Lokalizacja | Nazwa wiatraka oraz współrzędne                                                                     | Typ     | Rok budowy               | Uwagi | Zdjęcie |
| ----------- | --------------------------------------------------------------------------------------------------- | ------- | ------------------------ | --- | ------- |
| Fontana     | Wiatrak Ta' Randu / Wiatrak Ix-Xagħri 36°03′28,8″N 14°14′05,6″E/36,058000 14,234889                 | Wieżowy | ~1856                    | Skrzydła usunięto. |         |
| Għarb       | Wiatrak Ta' Borom / Wiatrak Għarb 36°03′26,7″N 14°12′40,4″E/36,057417 14,211222                     | Wieżowy | 1862                     | Skrzydła usunięto ok. 1900. |         |
| Għasri      | | Wieżowy | 1858                     | Zbudowany przez Luigiego Camilleri, miał drewnianą wieżę. Zniszczony przez trąbę powietrzną ok. 1939.                                                                                                  |         |
| Għasri      | | Wieżowy | 1859                     | Zbudowany przez Giuseppe Grecha. Zburzony. |         |
| Kerċem      | Wiatrak Tal-Qasam / Wiatrak Ta' Bejn Kerċem u l-Għarb 36°03′06,1″N 14°13′26,3″E/36,051694 14,223972 | Wieżowy | 1724 Przebudowa 1784     | Pierwotnie zbudowany przez Manoel Foundation, lecz ze względu na kiepską konstrukcję przebudowany w 1784. Skrzydła usunięto, przekształcony na dom.                                                    |         |
| Kerċem      | Wiatrak Santa Luċija 36°02′33,0″N 14°13′07,9″E/36,042500 14,218861                                  | Wieżowy | 1885                     | Skrzydła zdemontowane. |         |
| Nadur       | | Wieżowy | 1727                     | Zbudowany przez Manoel Foundation. Wiatrak ten był kiepsko zrobiony, został rozebrany ok. 1787. Aby go zastąpić zbudowano w innym miejscu wiatrak Il-Ġdida.                                            |         |
| Nadur       | Wiatrak Il-Ġdida 36°02′17,2″N 14°17′23,0″E/36,038111 14,289722                                      | Wieżowy | 1787                     | Skrzydła usunięto. |         |
| Qala        | Wiatrak Ta' Randu / Wiatrak Qala 36°02′19,1″N 14°18′40,4″E/36,038639 14,311222                      | Wieżowy | 1853                     | Zbudowany przez braci Camilleri. Był w użyciu do 1977. |         |
| Qala        | Wiatrak Ta' Sufa 36°02′15,1″N 14°18′26,9″E/36,037528 14,307472                                      | Wieżowy | 1853                     | Zbudowany przez braci Camilleri. Dziś w złym stanie. |         |
| Sannat      | Wiatrak Ta' Randu                                                                                   | Wieżowy | ~1860                    | Zbudowany przez braci Cammilleri. W użyciu do ok. 1900, skrzydła zdemontowano ok. 1940. Później był używany jako piec wapienniczy, jego wieża została zmniejszona.                                     |         |
| Victoria    | Wiatrak 36°02′30,4″N 14°14′24,5″E/36,041778 14,240139                                               | Wieżowy | ~1680                    | Prawdopodobnie pierwszy wiatrak postawiony na Gozo. Zbudowany przez Gregorio Carafę. Zburzony w 1781 i zastąpiony przez wiatrak Ta' Marżiena.                                                          |         |
| Victoria    | Wiatrak Ta' Marżiena 36°02′06,8″N 14°14′24,5″E/36,035222 14,240139                                  | Wieżowy | 1783                     | Skrzydła zdemontowane. |         |
| Victoria    | Wiatrak Għajn Qatet / Wiatrak Ta' Fortun 36°02′27,3″N 14°14′36,6″E/36,040917 14,243500              | Wieżowy | 1856                     | Skrzydła zdemontowane. |         |
| Xagħra      | Wiatrak Il-Qadima                                                                                   | Wieżowy | ~1725–31                 | Ten wiatrak został kiepsko zbudowany, zburzono go ok. 1787. Aby go zastąpić zbudowano w innym miejscu wiatrak Ta' Kola.                                                                                |         |
| Xagħra      | Wiatrak Ta’ Kola 36°02′59,3″N 14°16′00,5″E/36,049806 14,266806                                      | Wieżowy | 1787                     | W użyciu do 1960. Odnawiany kilkakrotnie, jest jednym z kilku wiatraków na Malcie zachowanych do pracy. Otwarty jako muzeum.                                                                           |         |
| Xagħra      | Wiatrak Tal-Bwier / Wiatrak Ta' Ġnien Xibla 36°03′07,2″N 14°16′16,0″E/36,052000 14,271111           | Wieżowy | 1858                     | W użyciu do 1944, potem zdemontowano skrzydła. Przekształcony w dom urlopowy. |         |
| Xagħra      | | Wieżowy | ~1900 Przeniesiony ~1940 | Prawdopodobnie ostatni wiatrak postawiony na wyspach maltańskich. Zbudowany przez Fortuna Bonello. Jego syn George Bonello rozebrał go ok. 1940 i odbudował kilka kilometrów dalej. Zburzony ok. 1960. |         |
| Xewkija     | Wiatrak Tat-Tmien Kantunieri 36°02′09,4″N 14°15′36,9″E/36,035944 14,260250                          | Wieżowy | ~1710                    | Zbudowany przez Ramona Perellosa. Ma ośmioboczną podstawę. Był w użyciu do 1886, kiedy spłonął. |         |
| Żebbuġ      | | Wieżowy | ~1859                    | Prawdopodobnie zbudowany przez Galenta Vellę. Wieżę zburzono, podstawa zachowana. |         |
| Żebbuġ      | | Wieżowy | ~1870                    | Zburzony ok. 1900. |         |